# سؤال و جواب
سؤال و جواب از انواع آرایه‌های ادبی است که در آن، راوی یا شاعر آن‌چه ‌را که بین دو شخص در جریان است را به‌صورت پرسش و پاسخ بیان می‌کند. سؤال و جواب اگر در شعر استفاده شود، در مصرع یا بیت اول سؤال به‌میان می‌آید و در مصرع یا بیت دوم جواب آن داده می‌شود.

## انواع
نوع اول: سؤال و جواب‌هایی که بر اساس تعاریف قدما و غالب کتب بدیعی معاصر، مبين سؤال و جواب بر مبنای کاربرد واژگان «گفتم، گفتا» باشد.
- مثال:| گفتم ای دوست شدم عاشق آن روی چو ماه |  | گفت لا حول و لا قوه الا بالله |

نوع دوم: سؤال و جواب‌هایی که سؤال جنبه گفتاری همراه با واژگانی از گروه «گفتم، گفتا» دارند، ولی پاسخ این سؤال‌ها گفتار نیست بلکه فعلیت و یا عکس‌العملی در برابر آن سؤال به نشانه جواب است.
- مثال:| گفتمش مرغ دلم از چه به دام تو فتاد |  | دانه خال سیه برزخ زیبا بدرود |

نوع سوم: برخلاف نوع دوم ابتدا فعلیتی سؤال‌آمیز در جایگاه سؤال قرار می‌گیرد و سپس در پاسخ این فعلیت جوابی گفتاری با همراهی واژگانی از گروه «گفتم، گفتا» ذکر می‌شود.
- مثال:| هر که دید از رخ تو خرم و خوش جامی را |  | گفت کین پیر دگرباره جوان خواهد شد |